# Cornflakes

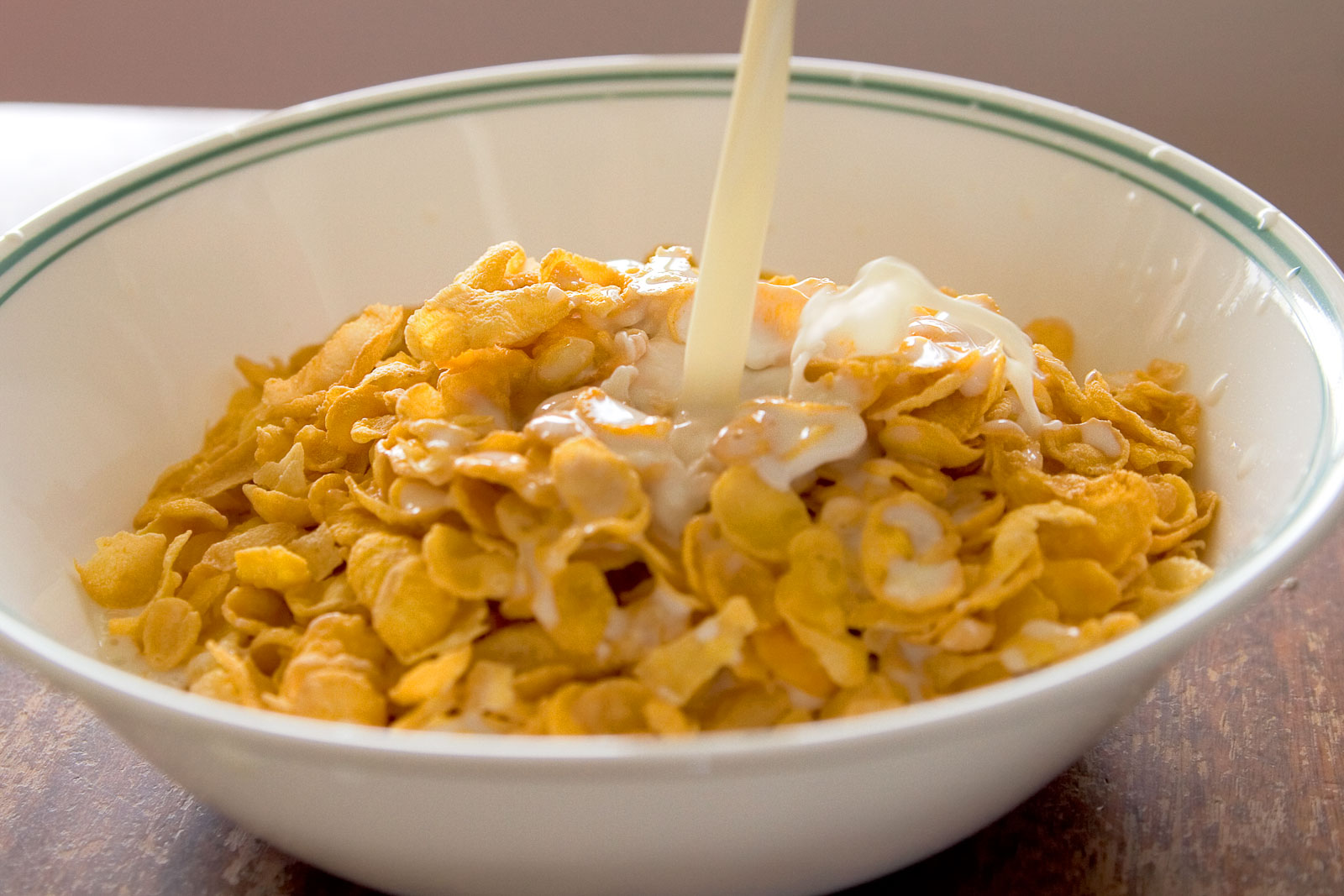
Cornflakes wordt meestal geserveerd met koude melk en suiker

Cornflakes (maïsvlokken) is een gerecht dat vooral als ontbijt wordt genuttigd. Het is gemaakt van gekookte, uitgerolde en vervolgens gedroogde of geroosterde maïs, meestal op smaak gebracht met verschillende ingrediënten, waaronder zoetstoffen als suiker of honing. Cornflakes wordt vaak gegeten met melk of vruchtensappen en maakt soms deel uit van muesli. Cornflakes bestaat voornamelijk uit  koolhydraten.

## Geschiedenis
Het gerecht vindt zijn oorsprong in de Verenigde Staten. Het woord corn betekent maïs in het Amerikaans-Engels. In 1897 richtte de arts en zevendedagsadventist John Harvey Kellogg, samen met zijn broer Will Keith Kellogg, de Sanitas Food Company op om graanproducten op de markt te brengen. Het standaardontbijt in die dagen voor de rijken bestond uit eieren en vlees; voor de armen was het griesmeel, meelproducten, vlokken en andere gekookte granen. John en Will kregen uiteindelijk een hoogoplopend meningsverschil over het toevoegen van suiker aan de ontbijtgranen. Dientengevolge opende Will Kellogg in 1906 zijn eigen bedrijf, de Battle Creek Toasted Corn Flake Company, de latere Kellogg Company. John Kellogg richtte toen de Battle Creek Food Company op, om sojaproducten te ontwikkelen en verkopen.